# Art Style
Art Style é uma série de jogos eletrônicos de quebra-cabeça desenvolvidos pela Skip Ltd. e publicados pela Nintendo para WiiWare e DSiWare. O primeiro jogo na série, Orbient, foi lançado para WiiWare em setembro de 2008. Outros dois jogos da série, Cubello e Rotohex, foram lançados em outubro de 2008 enquanto outros dois foram adicionados em 2010. Sete jogos da série para DSiWare foram lanºados no serviço no Japão em dezembro de 2008, sendo os dois primeiros Aquario e Decode.
De acordo com a Nintendo, os jogos da série Art Style enfatizam "design elegante, gráficos polidos e controles para pegar e jogar" que criam "uma experiência focada puramente em diversão e jogabilidade cativante." Os jogos da série para WiiWare custavam 600 Nintendo Points, enquanto os de DSiWare custavam 500.
Art Style foi precedida por uma série de sete jogos similares para o Game Boy Advance chamada bit Generations. Os jogos da série bit Generations chegaram tarde na vida de mercado do sistema, e não foram lançados em territórios ocidentais; entretanto, alguns desses jogos foram recriados na série Art Style (e um deles, Dotstream, recebeu uma sequência).

## Jogos
| Lançamento             | Título               | Título          | Título          | Plataforma | - Versão em - bit Generations | Ref.  |
| Lançamento             | - América - do Norte | Europa/PAL      | Japão           | Plataforma | - Versão em - bit Generations | Ref.  |
| ---------------------- | -------------------- | --------------- | --------------- | ---------- | ----------------------------- | ----- |
| 29 de setembro de 2008 | Orbient              | Orbient         | Orbital         | WiiWare    | Orbital                       | [ 1 ] |
| 13 de outubro de 2008  | Cubello              | Cubello         | Cubeleo         | WiiWare    | —                             |       |
| 27 de outubro de 2008  | Rotohex              | Rotohex         | Dialhex         | WiiWare    | Dialhex                       |       |
| 5 de abril de 2009     | Aquia                | Aquite          | Aquario         | DSiWare    | —                             |       |
| 18 de maio de 2009     | Pictobits            | Picopict        | Picopict        | DSiWare    | —                             |       |
| 22 de junho de 2009    | Boxlife              | Boxlife         | Hacolife        | DSiWare    | —                             |       |
| 6 de julho de 2009     | Base 10              | Code            | Decode          | DSiWare    | —                             | [ 7 ] |
| 20 de julho de 2009    | Zengage              | Nemrem          | Somnium         | DSiWare    | —                             |       |
| 3 de agosto de 2009    | Precipice            | Kubos           | Nalaku          | DSiWare    | —                             | [ 8 ] |
| 16 de novembro de 2009 | Digidrive            | Intersect       | Digidrive       | DSiWare    | Digidrive                     |       |
| 24 de maio de 2010     | Light Trax           | Light Trax      | Lightstream     | WiiWare    | Dotstream                     | [ 9 ] |
| 21 de junho de 2010    | Rotozoa              | Penta Tentacles | Penta Tentacles | WiiWare    | —                             |       |